# Żywotów
Żywotów (obecnie Nowożywotiw, ukr. Новоживотів) – wieś w rejonie oratowskim obwodu winnickiego. Ludność: 1413 osób.
Bitwa pod Nowym Żywotowem miała miejsce w 1920 r.